# تسون
شهر تسِون (به آلمانی: Zeven) در ایالت نیدرزاکسن در کشور آلمان واقع شده‌است.

## نگارخانه

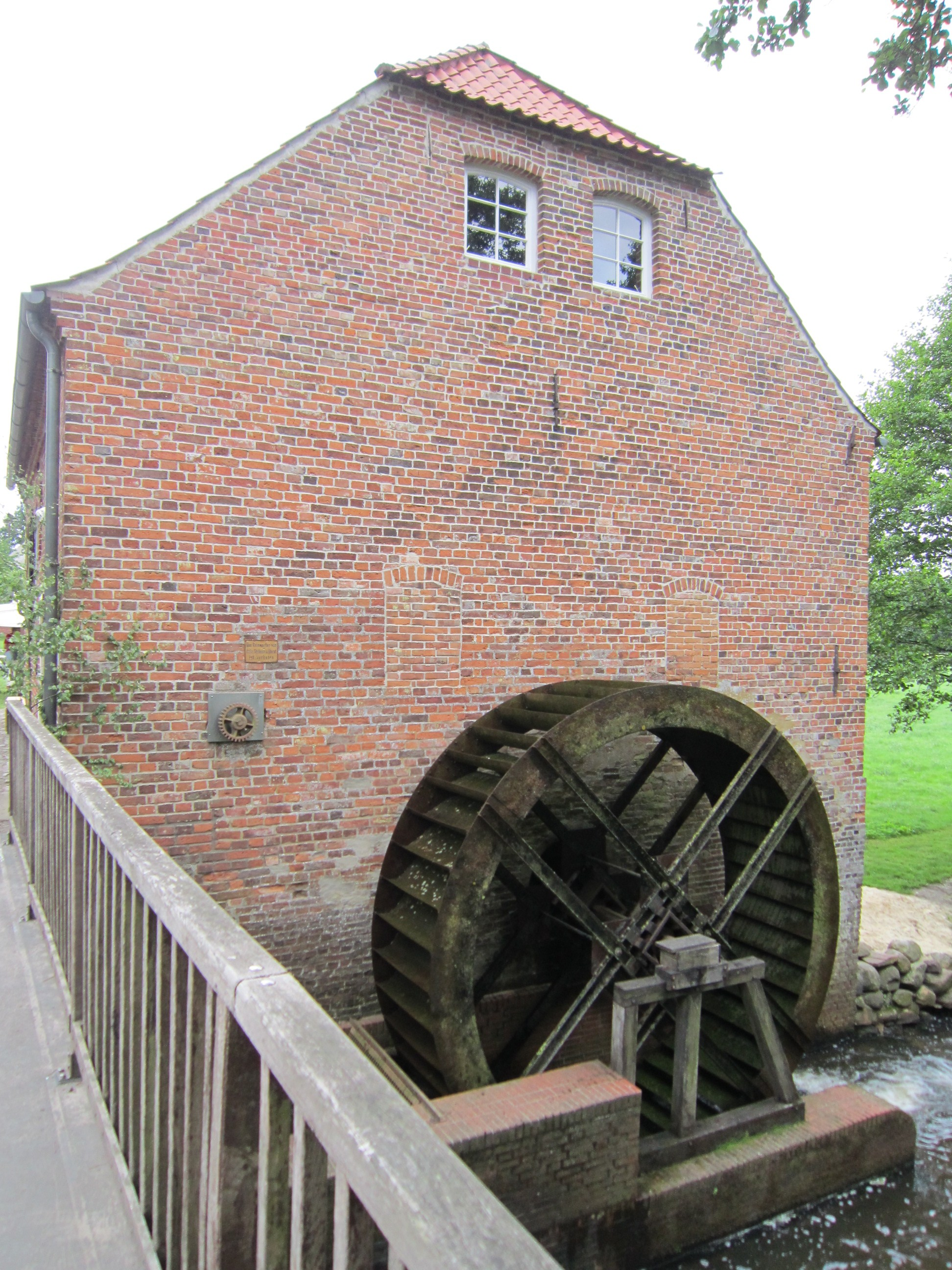
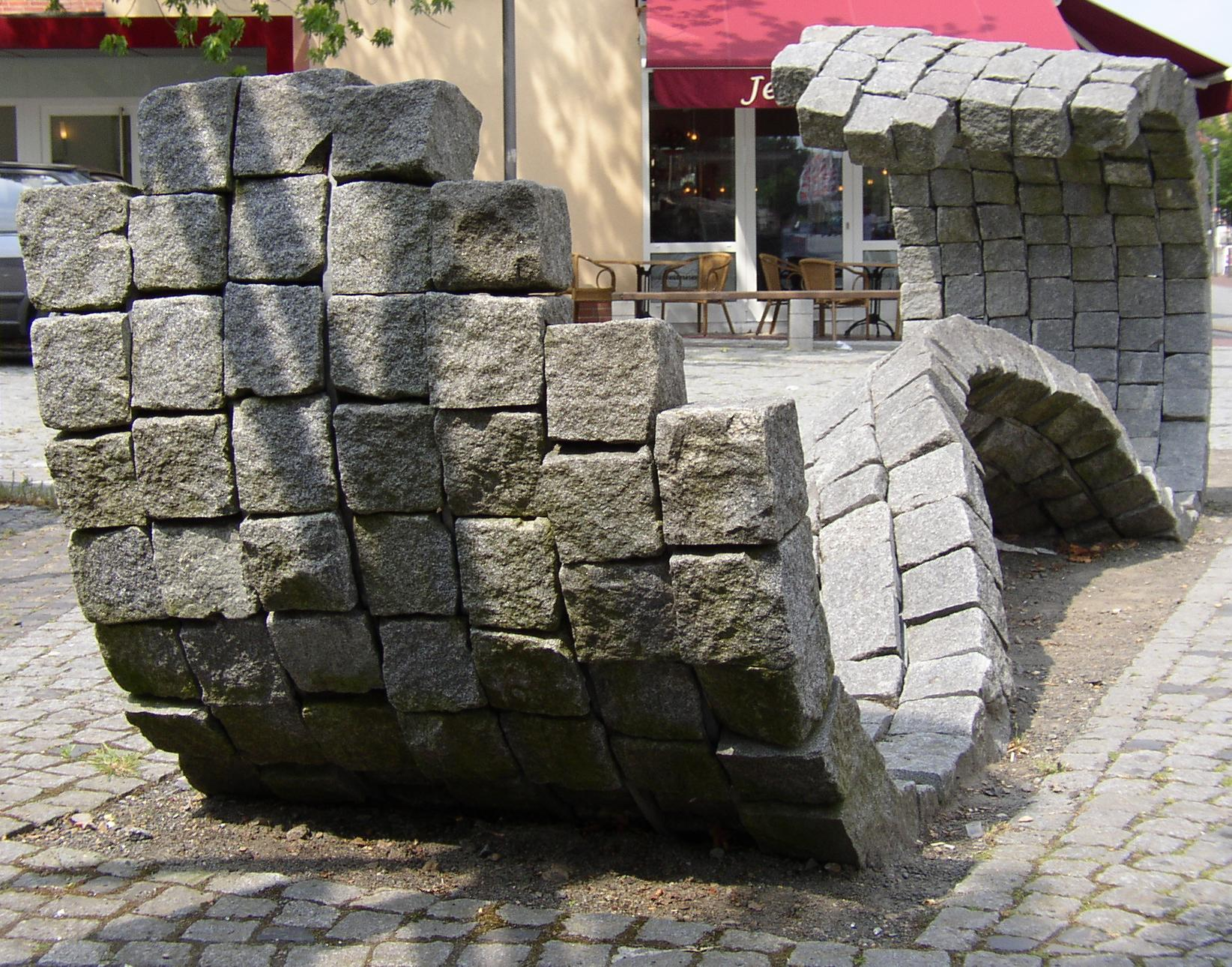
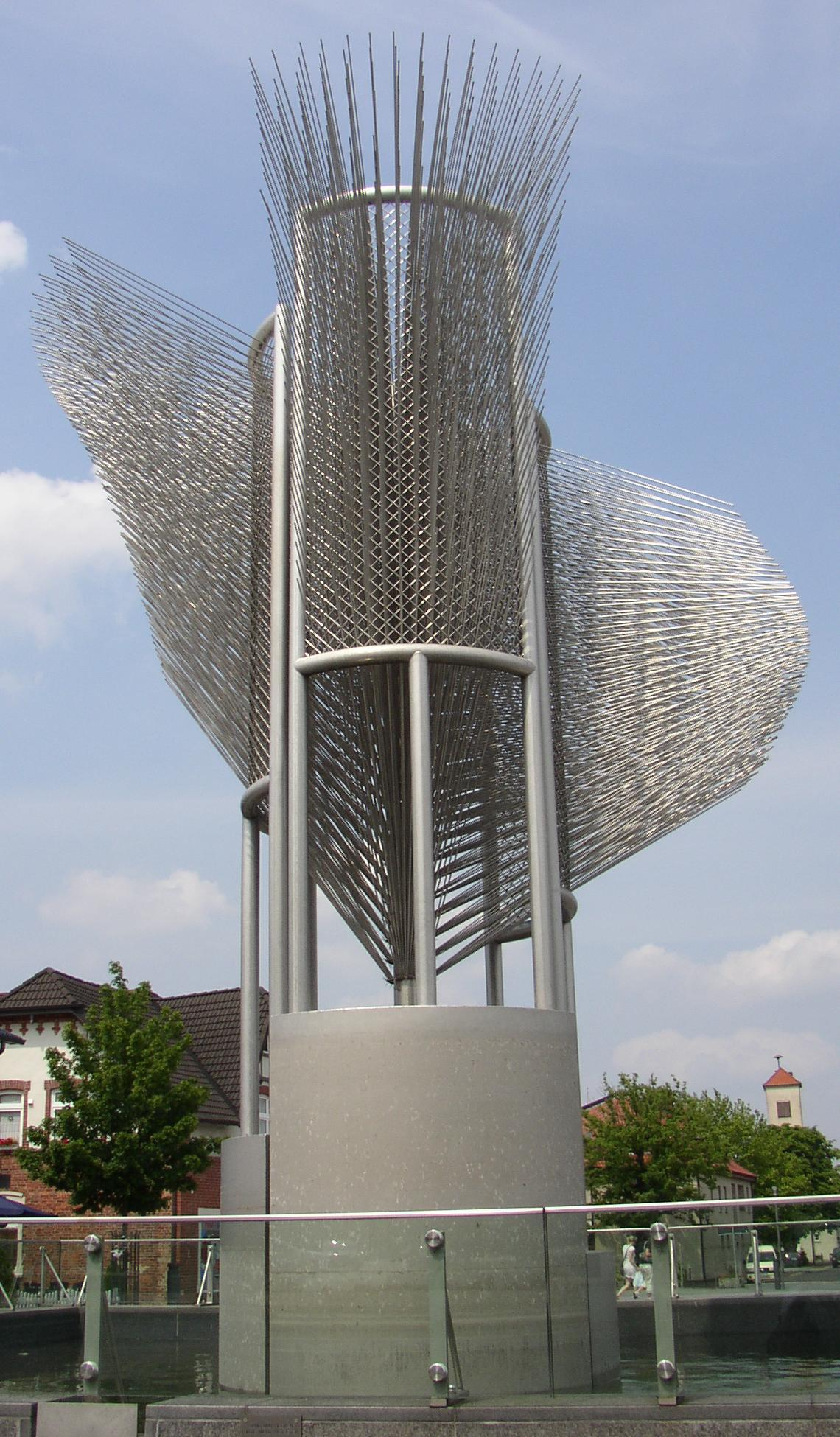
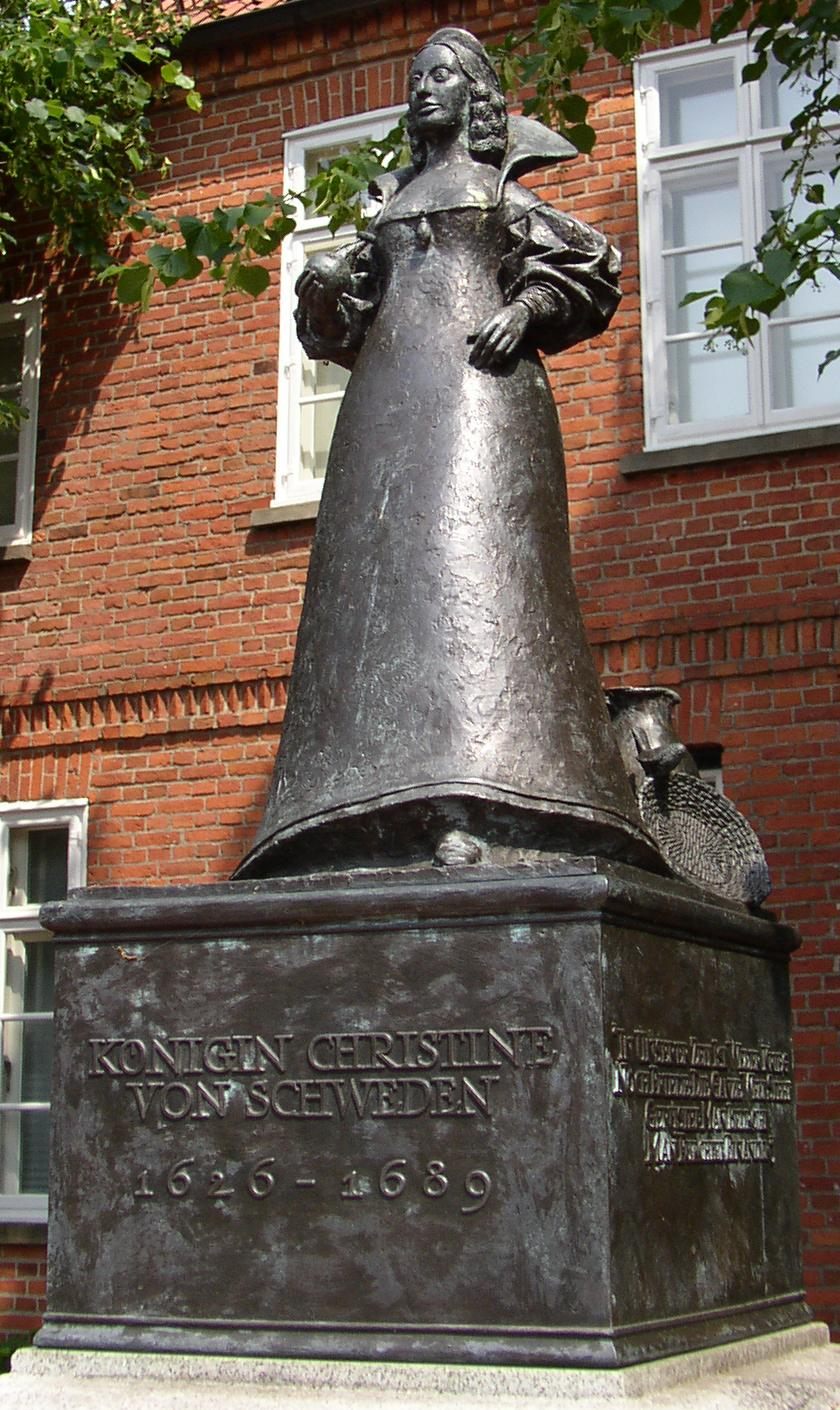
مجسمهٔ کرستینا ملکه سوئد
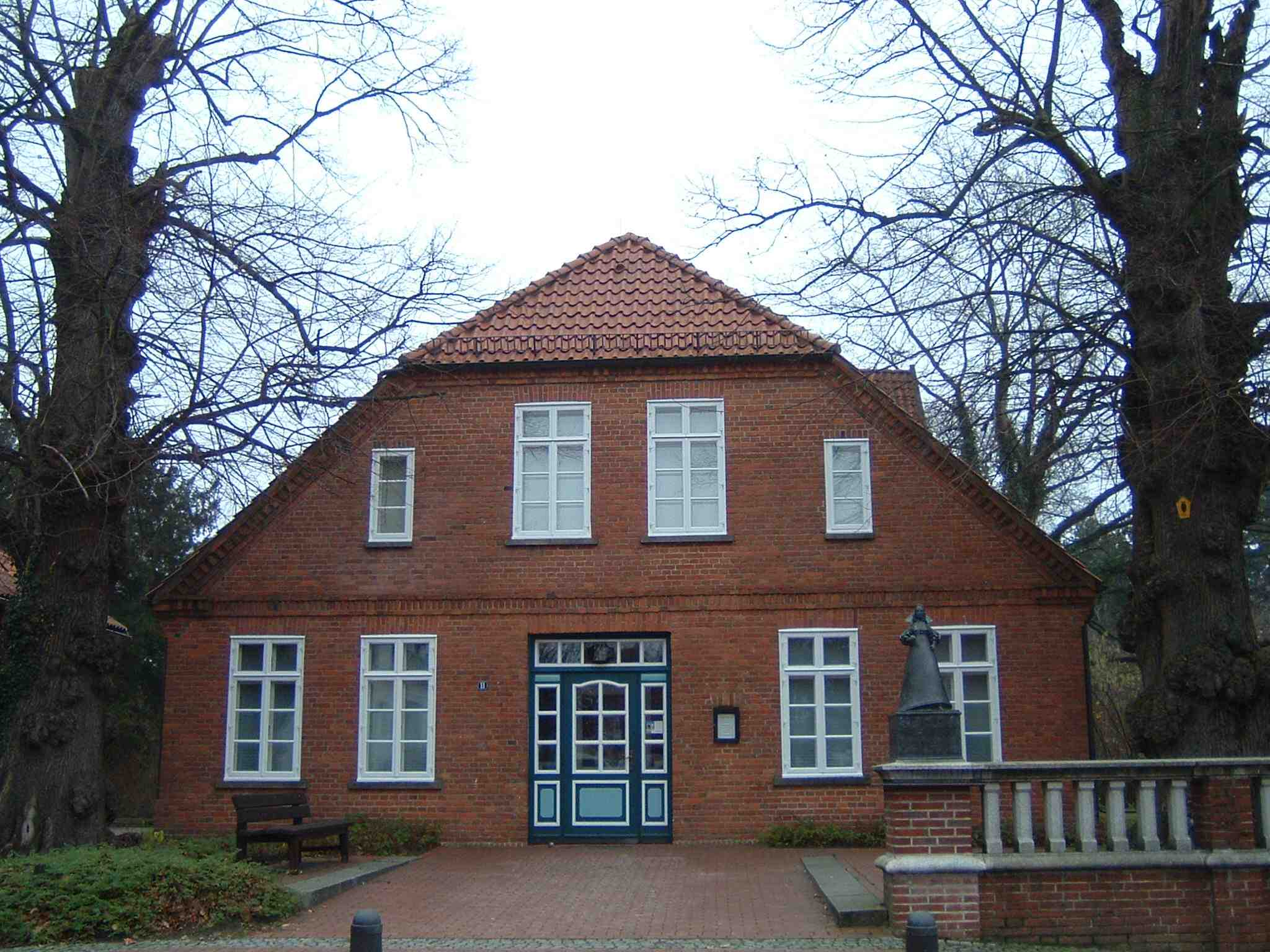
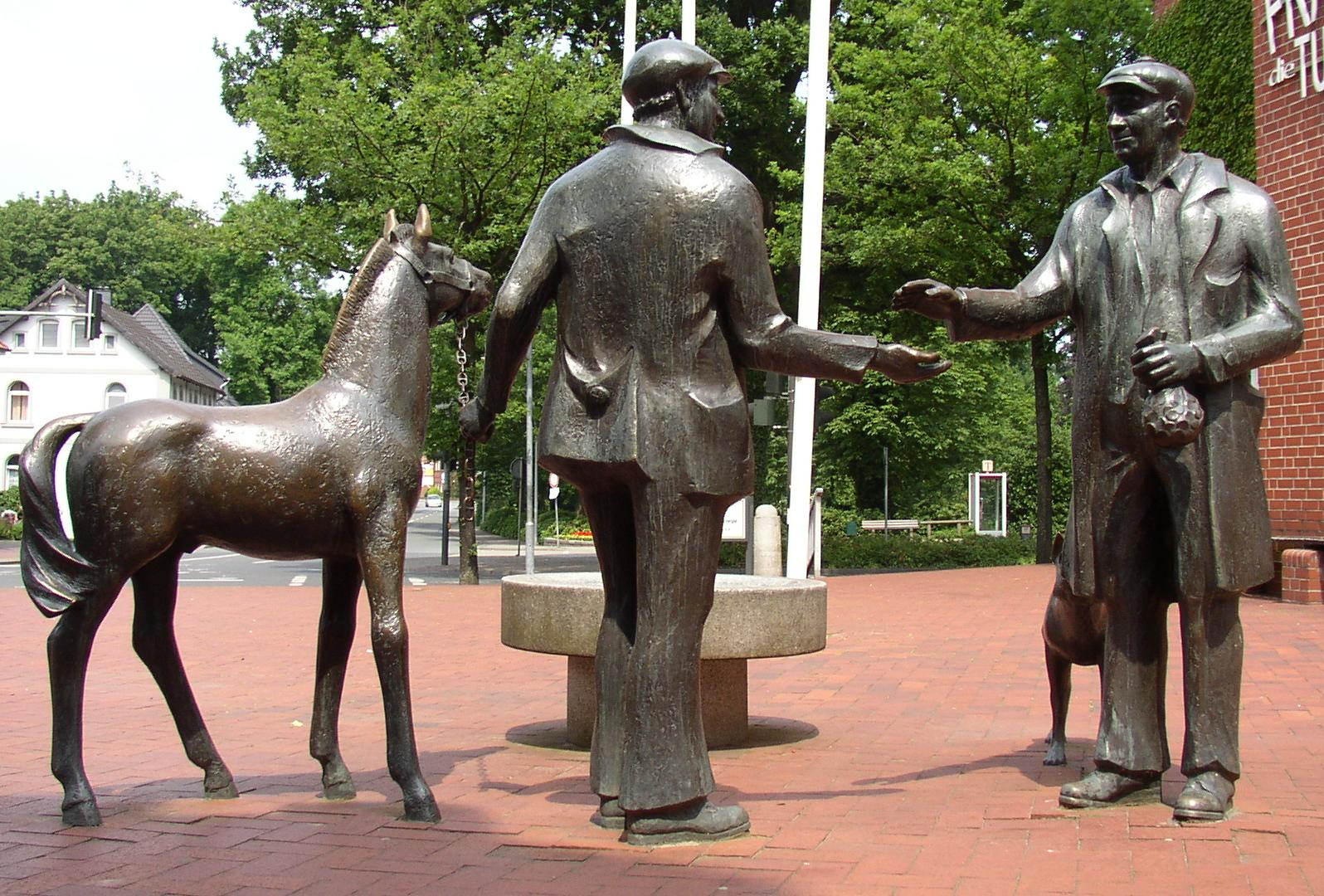
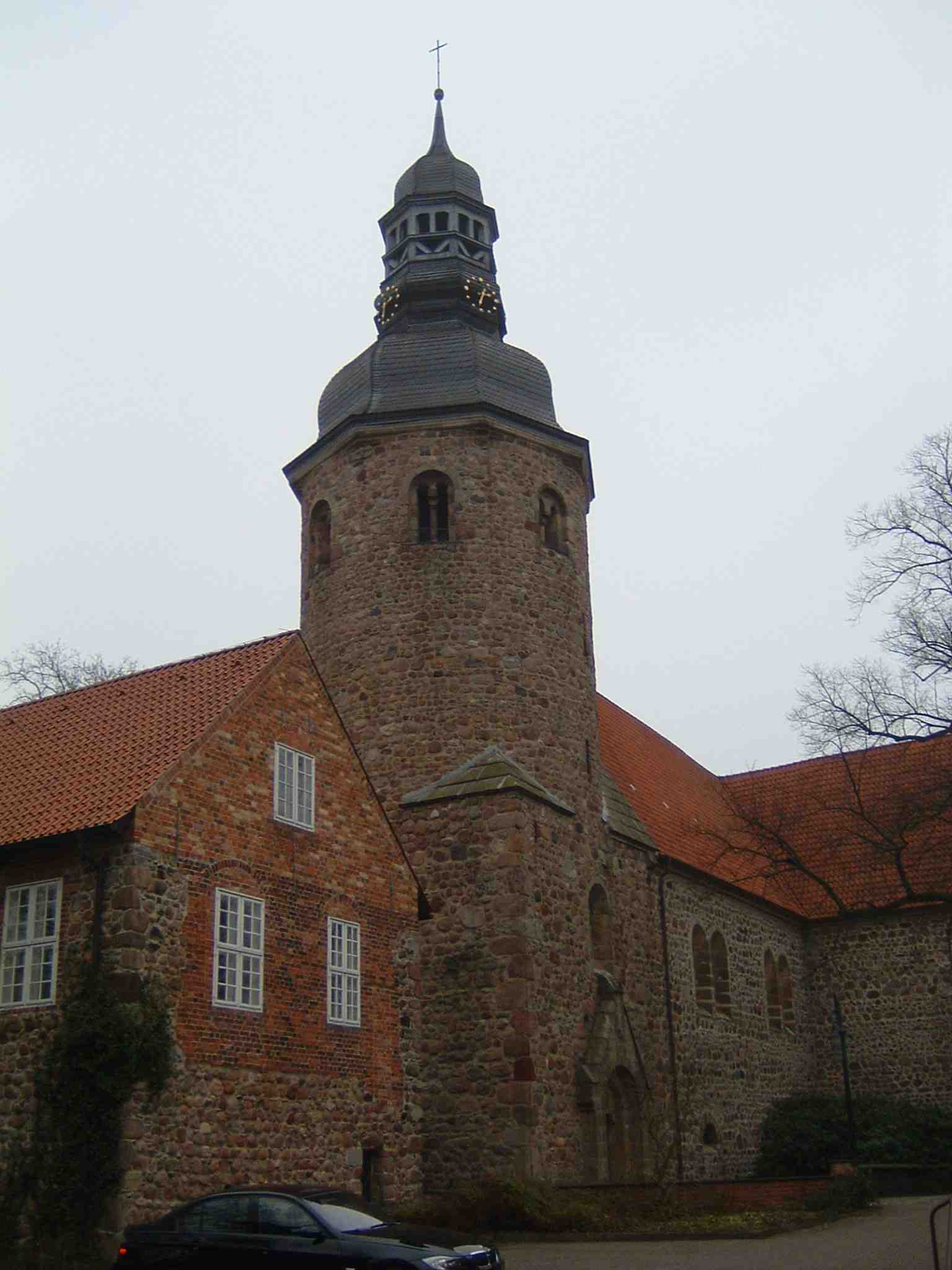